# ジョン・ラドクリフ
ジョン・ラドクリフ（John Radclive、1856年 - 1911年2月26日）はカナダの死刑執行人。
1892年にカナダ初の公式死刑執行人として名簿に載る（彼以前の死刑執行人はイギリスの死刑執行人名簿に属している）。19年間で150人を絞首刑にした。
1911年2月26日にトロントでアルコール関連の病気で死亡した。翌年にアーサー・エリスが後継の死刑執行人となる。